# 雅尼奧·夸德羅斯
雅尼奧·達·席爾瓦·夸德羅斯（葡萄牙語：Jânio da Silva Quadros；1917年1月25日—1992年2月16日），巴西政治家，於1961年擔任巴西總統，並先後三次成為聖保羅市市長。

## 仕途
夸德羅斯出身於巴西南马托格罗索州首府大坎普，1940年代於聖保羅大學法律系畢業，並開始從政。1953年4月8日開始擔任聖保羅市市長，至翌年7月6日。半年後（1955年）再次出任聖保羅市市長，為期約半個月，期間他亦當選成為聖保羅州州長，於1月31日就職，任期四年。他於1960年以中間偏右反對黨國家民主聯盟候選人身份，於總統選舉中當選，1961年1月31日正式上任。

## 總統任內
面對著前任儒塞利諾·庫比契克政府遺留下來的高通貨膨脹經濟，夸德羅斯顯然對此無甚對策，甚至沒有能力治理這個國家。當時的立法機關亦較為強硬，他亦不欲提出立法機關能夠接受的計劃。在任內期間推出的政策不多，例如禁止賭博及禁止婦女在海灘穿著。此外，他領導下的政府同時開始與蘇聯和古巴建立外交關係，以嘗試實現中立國際政策，但此舉卻失去國會支持，最後間接令他黯然下台。為了拯救自己的民望，夸德羅斯亦曾經制訂法案，宣佈足球員比利為國寶，以阻止他轉會出國，然而仍無補於事。

## 辭職後
夸德羅斯上任不到七個月，於8月25日辭去總統職務。當時的左翼副總統若昂·古拉特雖然拒絕他的辭職請求，但古拉特的決定卻被國會立法機關否決，並接受夸德羅斯的辭職決定。由於古拉特當時在中華人民共和國正進行國事訪問，所以國會安排由下議院議長拉涅里·馬兹利代任總統，直至古拉特返國。古拉特最後於9月返國，並於7日宣誓就任。
夸德羅斯的下台引發一連串的危機，並導致1964年軍事政變的發生，統治巴西的軍政府亦禁止他參與政治活動，到1980年代才再被允許。1982年，他加入巴西工黨，並再次角逐聖保羅州州長，但敗於安卓·佛朗哥·蒙托羅。1985年，他參與聖保羅市市長選舉，最後擊敗费尔南多·恩里克·卡多佐（後來卡多佐成為巴西總統），再次成為市長，1986年1月1日履新。他於任期屆滿後退出政壇，1992年在聖保羅去世。

## 相片集

雅尼奧·夸德羅斯
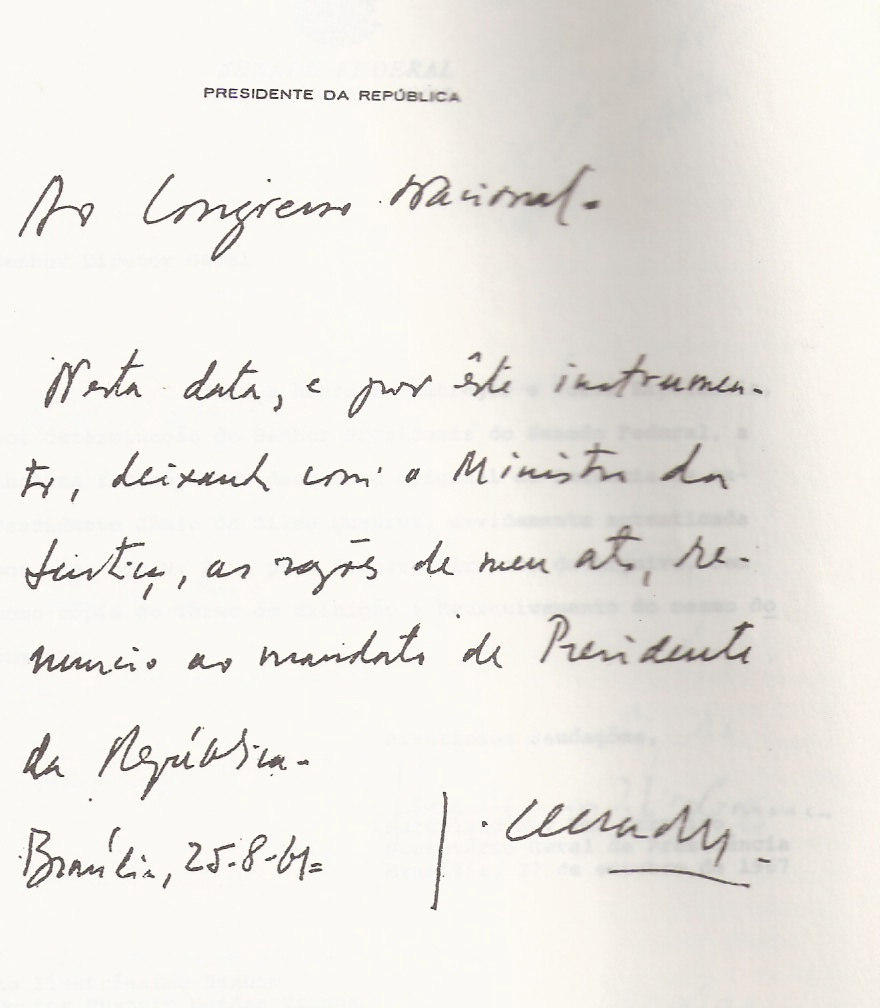
夸德羅斯的辭職信

## 參看
- 巴西總統
- 巴西歷史

## 外部連結
- （英文） 以夸德羅斯為封面主角的《時代雜誌》（1961年6月30日） （页面存档备份，存于）
- （葡萄牙文） 巴西歷任總統資料：雅尼奧·夸德羅斯，巴西政府

| 官衔                            | 官衔                        | 官衔                                           |
| ------------------------------- | --------------------------- | ---------------------------------------------- |
| 前任： 阿曼多·德·阿魯達·裴瑞拉  | 聖保羅市市長 1953年－1954年 | 繼任： 若澤·普爾菲利歐·達·帕斯                 |
| 前任： 若澤·普爾菲利歐·達·帕斯  | 聖保羅市市長 1955年         | 繼任： 威廉·塞勒姆                             |
| 前任： 盧卡斯·諾古埃拉·加爾塞斯 | 聖保羅州州長 1955年－1959年 | 繼任： 卡洛斯·阿尔贝托·阿尔维斯·德·卡瓦略·平托 |
| 前任： 儒塞利諾·庫比契克        | 巴西總統 1961年             | 繼任： 若昂·古拉特                             |
| 前任： 馬里奧‧科瓦斯            | 聖保羅市市長 1986年－1988年 | 繼任： 路易莎‧埃倫迪納                         |